# HD 141378
HD 141378，又名BD-03 3829，SAO 140775、HR 5875，是一颗恒星，视星等为5.53，位于銀經4.08，銀緯37.18，其B1900.0坐标为赤經15h 43m 42.4s，赤緯-3° 37.18′ 43″。